# Luís Filipe Gonzaga Pinto Rodrigues
Luís Filipe Gonzaga Pinto Rodrigues (Vila, Melgaço, 21 de março de 1887 - Viana do Castelo, 10 de agosto de 1949), conhecido por assinar as suas obras como Luiz Filipe, foi um advogado, notário, pintor modernista e caricaturista português, tendo ainda exercido como diretor artístico do periódico português de sátira e humor A Farça.

## Biografia
Nascido na extinta freguesia de Santa Maria da Porta (atual freguesia de Vila e Roussas), em Melgaço, a 21 de março de 1887, Luís Filipe Gonzaga Pinto Rodrigues era filho de Manuel Ventura Rodrigues, também natural da mesma localidade, tendo partido ainda jovem para Viana do Castelo e posteriormente para Braga a fim de completar o ensino liceal.
Em 1906 ingressou na Faculdade de Direito da Universidade de Coimbra, onde começou a desenvolver o seu talento e interesse pelas artes, acabando por integrar o Grupo de Coimbra, um grupo de estudantes universitários, que se reunia habitualmente na residência de António Macedo Papança, conde de Monsaraz, para debater temas literários, políticos e artísticos, tornando-se no centro germinador e propagador do Modernismo em Portugal. Durante esse período, conviveu e travou amizade com Luis Cabral de Moncada, Agnelo Casimiro, Aarão de Lacerda, António Sardinha, Manuel Eugénio Massa, José Hipólito Raposo, Afonso Rodrigues Pereira, Manuel Paulo Merêa, João de Lebre e Lima, Luís de Almeida Braga, Alberto Monsaraz ou ainda Almada Negreiros, entre muitos outros nomes.

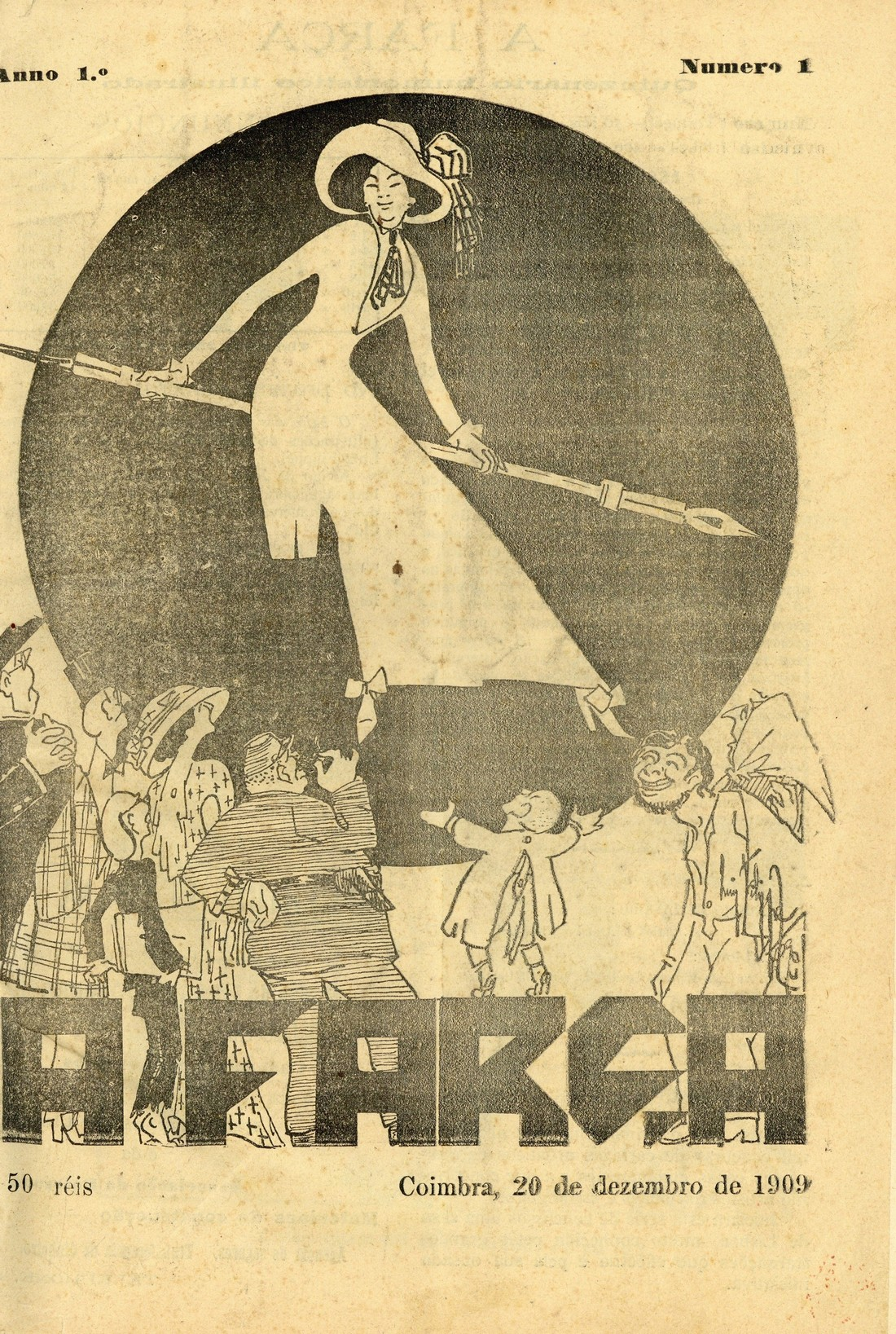
Capa do jornal A Farça, n.º 1 (20 de dezembro de 1909)

Três anos depois fundou com Thomaz d’Alvim e Alberto da Veiga Simões a revista quinzenária A Farça, tendo ainda criado a capa emblemática do periódico e exercido como diretor artístico desta entre 20 de dezembro de 1909 e 27 de abril de 1910. Sendo emitidos apenas 6 números, apesar da sua curta existência, a revista teve um papel pioneiro na imprensa portuguesa, tornando-se num dos primeiros periódicos a publicar desenhos modernistas no país, após O Gorro. Durante esse período colaborou com Cristiano Cruz, Correia Dias, conhecido como Tira-Linhas, Cristiano de Carvalho, Cerveira Pinto, Emílio Martins, João Valério e M. Pacheco, realizando várias ilustrações que criticavam as desigualdades sociais e injustiças políticas através do humor.

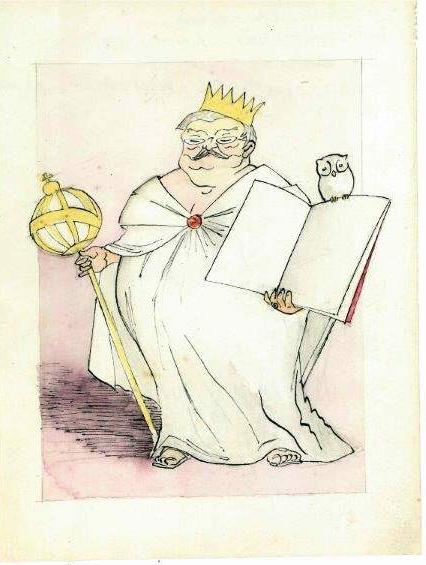
Caricatura da autoria do ilustrador modernista Luiz Filipe (1910)

Durante os anos 10 do século XX, após o encerramento da revista, Luís Filipe Gonzaga Pinto Rodrigues trabalhou essencialmente como ilustrador, colaborando com vários jornais e revistas, como A Águia, O Povo, Límia, Gente Nova, Folha de Viana, A Montanha, A Rajada ou ainda A Bomba, e participou com várias obras no II Salão de Modernistas realizado no Porto.
De ideais republicanos e democratas, em 1919, foi preso por ser anti-sidonista, tendo ainda preso conseguido publicar no jornal A Velha uma crítica ao regime em vigor, acusado-o de censura.
Na década de 1920, regressou a Melgaço, sua terra natal, onde exerceu como advogado, e posteriormente como notário no concelho vizinho de Monção.
Um ano depois, a 17 de janeiro de 1921, casou-se com Maria José Malheiro de Faria e Távora Abreu e Lima (1893-?), natural de Viana do Castelo e filha de Bento Malheiro Pita de Vasconcelos, 4.º e último visconde da Carreira, e de Maria Luísa de Faria e Távora de Abreu e Lima, senhora da Casa da Carreira, descendente de D. António de Faria da Costa Pereira Barreto de Vilas Boas, senhor da Casa de Agrela e comendador da Ordem Militar de Nª Srª da Conceição de Vila Viçosa, e de D. Maria José de Távora de Abreu e Lima, da Casa de Abreu e da Casa dos Távoras.
Anos mais tarde, fixou-se com a sua esposa em Viana do Castelo, onde continuou a exercer como notário e advogado, realizando pontualmente alguns cartazes para alguns eventos culturais, as romarias da Senhora da Agonia ou ainda uma exposição a título individual de caricaturas baseadas em personalidades vianenses e nos seus trajes tradicionais.
Faleceu em Viana do Castelo, a 10 de agosto de 1949, com 62 anos de idade.

## Homenagens e Legado
A 20 de setembro de 2015 foi realizada a exposição "Luiz Filipe e A Farsa da Vida" no Museu Rafael Bordalo Pinheiro, em Lisboa, onde se homenageou a vida e obra do caricaturista e ilustrador melgacense, durante três meses. Entre as várias obras expostas da sua autoria, encontravam-se várias ilustrações de crítica às desigualdades sociais, à monarquia ou à igreja e outros de teor cómico, nomeadamente caricaturas, onde representava amigos e figuras conhecidas da sociedade portuguesa, com especial ênfase à vida social de Viana de Castelo, terra onde viveu os últimos anos da sua vida. A exposição contou ainda com algumas obras realizadas por outros artistas do Grupo de Coimbra, como Cristiano Cruz e Almada Negreiros, que o retrataram ainda em vida através de caricaturas.